# Bistum Campo Maior
Das Bistum Campo Maior (lateinisch Dioecesis Campi Maioris, portugiesisch Diocese de Campo Maior) ist eine in Brasilien gelegene römisch-katholische Diözese mit Sitz in Campo Maior im Bundesstaat Piauí.

## Geschichte
Das Bistum Campo Maior wurde am 12. Juni 1975 durch Papst Paul VI. mit der Päpstlichen Bulle Tametsi munus Ecclesiae aus Gebietsabtretungen des Erzbistums Teresina und des Bistums Parnaíba errichtet. Es wurde dem Erzbistum Teresina als Suffraganbistum unterstellt. 

## Bischöfe von Campo Maior
- Abel Alonso Núñez OdeM, 1976–2000
- Edward Zielski, 2000–2016, dann Bischof von São Raimundo Nonato
- Francisco de Assis Gabriel dos Santos CSsR, 2017–2025, dann Bischof von Cajazeiras
- Sedisvakanz, seit 2025